# 1649 az irodalomban
Az 1649. év az irodalomban.

## Publikációk
- Madeleine de Scudéry és Georges de Scudéry pásztorregényfolyama:  Artamène ou le Grand Cyrus (Artamène avagy a Nagy Cyrus); „túlzás nélkül tekinthető a lélektani regény egyik előfutárának.”[1] A francia nyelven valaha írt leghosszabb regény (tíz kötet, 1649–1653).

## Születések

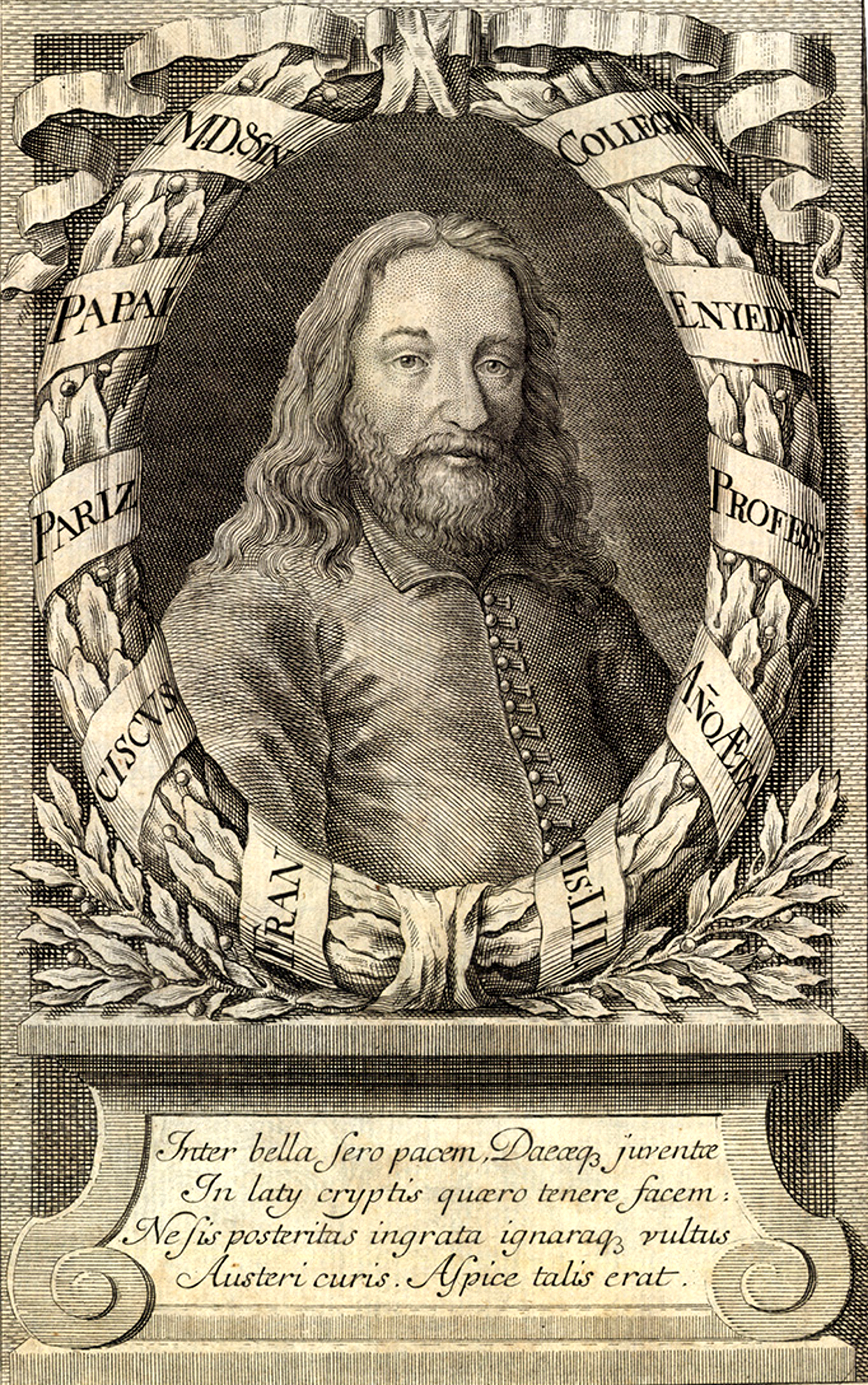
Pápai Páriz Ferenc

- március 12. – Koháry István országbíró, politikus, költő, „a látomásos, allegorizáló barokk irodalom és álom-költészet képviselője”[2] († 1731).
- május 10. – Pápai Páriz Ferenc bölcsészdoktor, tanár, orvos, szótáríró; Latin-magyar szótárának (1708) hatása nagy mértékben befolyásolta az irodalmi nyelv alakulását († 1716)

## Halálozások
- december 12. – Geleji Katona István, a református egyházi irodalom kiemelkedő egyénisége, rektor az erdélyi fejedelmek udvarában (* 1589)
- ? – Richard Crashaw angol költő, a metafizikus költők egyike (* 1613 körül)